# 불협화음 (소설)
《불협화음 교토, 형사와 검사의 사건수첩》(일본어: 不協和音 京都、刑事と検事の事件手帳(ふきょうわおん きょうと けいじとけんじのじけんてちょう) 후쿄와온 쿄토 케이지토켄지노지켄테초[*])은 다이몬 타케아키가 쓴 소설이며 2016년 3월 7일에 PHP연구소가 문고판 형식으로 발간하였다.
예전에 형사였던 아버지가 부당한 수사방법으로 자백을 강요했다고 규탄받은 후 형제가 헤어져서 살게 되었다. 그 후 몇년이 지나 형은 형사로 동생은 검사가 되어 다시 만나게 되었고 서로 가진 신념을 부딪혀가며 어려운 사건을 해결해나가는 이야기를 다룬 사회파 미스테리소설
2020년 3월 15일에 TV 아사히에서 《드라마 스페셜 불협화음 불꽃의 형사 VS 얼음의 검사》란 타이틀로 방송

## 개요
예전에 형사였던 아버지가 부당한 수사방법으로 자백을 강요했다고 규탄받은 후 형제가 헤어져서 살게 되었다.
그 후 몇년이 지나 형은 형사로 동생은 검사가 되어 다시 만나게 되고 서로 가진 신념을 부딪혀가며 어려운 사건을 해결해 나간다

## 등장인물
카와카미 유스케 (32)
쿄토부경 우즈마사서(현 우쿄경찰서) 형사과 소속. 순사부장.
생활과와 파출소 근무를 하다가 30세를 넘어 형사가 되었음. 우직하게 사건과 마주함.
카라사와 마사토 (31)
쿄토지검 형사부 검사
도쿄대 출신으로 사법시험을 재학중에 패스할 정도의 수재. 유스케와는 1살 차이의 친형제. 21년 전 아머지의 죽음을 계기로 카라사와 요타로의 양자가 되었음.
우츠노미야 미오
간사이의 명문. 사쿄법률사무소의 변호사. 니시진오리로 유명한 포목상의 딸.
코데라 쥰페이
교토부경 수사1과의 경부보.
오오야기 히로쿠니
유스케와 마사토의 친아버지.
형사시절에 자백을 얻어내는 명수로 유명했음.
시게루 사건에서 자백을 강요하였고 뒷돈을 받았다는 이유로 규탄받았으며 이것을 발단으로 이전부터 가지고 있던 병이 악화되어 사망.
카라사와 요타로
전 최고검찰청 소속 검사. 교토지검 검사시절에 히로쿠니와 교류가 있어 서로 집에도 놀러가는 사이였음.
세키구치 요시나리 (49)
교토부경 수사1과의 경부보. 이전에는 3과에서 절도범을 잡는 일을 중심으로 활동하였음. 철도경찰대에 소속된 경력도 있음.
야타베 미노루
교토부경 수사1과의 계장.
야마다 토미오
우즈마사서의 서장. 작년에 취임.
오리무라 히데토
우즈마사서의 형사과 계장.
스기노 마사후미
쿄토지검 3석검사. 자신이 자백을 얻어낸 케이스도 경찰의 공으로 해주기 때문에 형사들에게 평판이 좋음. 뇌경색으로 쓰러짐.
요코이 이타루
쿄토지검 부부장검사.
니시지마 시게루
살인사건의 범인으로 체포되었으나 오오야나기로부터 자백을 강요당했다고 복역중에 항소. 원죄를 인정받아 석방되었음.

## 출판 정보
- 문고본：2016년 3월 7일 발매, PHP연구소

## TV 드라마
《드라마 스페셜 불협화음 불꽃의 형사 VS 얼음의 검사》의 제목으로, 2020년 3월 15일에 드라마스페셜로 TV아사히에서 방송. 다나카 케이와 나카무라 토모야의 더블주연이며 무대는 소설의 배경인 교토가 아니라 도쿄가 배경이 됨.

### 출연진
카와카미 유스케
배우 - 다나카 케이
쓰키시마 동경찰서 형사과의 형사
아버지를 여읜 후 외할머니에게 맡겨져 성이 바뀌었다. 형사로서는 신입이지만, 항상 진지한 태도로 담당하는 사건을 맡는다.
카라사와 마사토
배우 - 나카무라 토모야
교토지방검찰청의 검사로 유스케의 동생
아버지를 여읜 후에 고등검찰청의 전 검사장의 양자가 되었다. 지적이며 때로는 냉철한 태도로 사건을 마주한다.
우츠노미야 미오
배우 - 슈리
유스케와 미사토가 처음으로 함께 담당한 살인사건의 피의자측 변호인
유스케와는 견원지간으로 항상 사건을 사이에 두고 격렬하게 대립하지만 어떤 사건이라고 의연한 태도로 마주하는 변호사이다.
코데라 쥰페이
배우 - 스기모토 테타
동일한 살인사건의 자백을 받아내는 경찰서 수사1과의 경부보
언뜻 보기에는 온화한 성격이지만 사실 피의자를 나락으로 떨어뜨리기 위해서는 어떠한 수단도 가리지 않는다.
카토 히로유키
배우 - 나마세 카즈히사
쓰키시마 동경찰서 츠구다가와 파출소 순사장
유스케가 마음속 깊이 존경하고 있으며, 부성과 정이 넘쳐흐르는 인물이다.

### 스태프
- 원작 - 다이몬 타케아키「불협화음 교토, 형사와 검사의 사건수첩」 (PHP문예문고 / PHP연구소）
- 각본 - 타카하시 이즈미
- 총감독 - 미와 유미코(TV 아사히)
- 프로듀서 - 이이다 사야카(TV 아사히), 타케우치 치카(동판기획)
- 감독 - 오오타니 켄타로
- 제작협력 - 동판기획
- 제작 - TV 아사히